# Pheosiopsis musette
Pheosiopsis musette är en fjärilsart som beskrevs av Alexander Schintlmeister. Pheosiopsis musette ingår i släktet Pheosiopsis och familjen tandspinnare. Inga underarter finns listade i Catalogue of Life.